# Maximilian von Prittwitz
Max(imilian) Wilhelm Gustav Moritz von Prittwitz und Gaffron (Bierutów, 27 de novembro de 1848 – Berlim, 29 de março de 1917) foi um general prussiano.

## Biografia
Maximilian lutou nas guerras austro-prussiana e franco-prussiana. Na Primeira Guerra Mundial recebeu o comando do 8º exército alemão que tinha por objetivo defender a Prússia Oriental. Sugeriu a retirada de seu exército depois do ameaçador avanço russo pela retaguarda - atitude considerada inaceitável pelo estado-maior. Maximilian acabou substituído por Paul von Hindenburg, que junto com seu ajudante-de-campo, Erich Ludendorff, logrou vitórias decisivas como na Batalha de Tannenberg e na Batalha dos lagos da Masúria.

## Honrarias
- Cruz de Ferro de segunda classe
- Ordem da Águia Negra